# Theoderich I. (Paderborn)
Theoderich I. (auch Theodor, Dietrich) († 8. Dezember 916) war von 908 bis 916 Bischof von Paderborn.
Über sein Leben und seine Tätigkeit ist kaum eine Quelle überliefert. In seine Zeit fallen die Ungarneinfälle und die Auseinandersetzungen zwischen den sächsischen und fränkischen Herzogtümern. Bei der Erhebung des Herzogs Heinrich gegen König Konrad stellten sich die sächsischen Bischöfe auf die Seite Heinrichs. Bei der Eresburg (Marsberg) im Bistum Paderborn kam es 915 zu einer blutigen Fehde, an der auch Theoderich kämpfend beteiligt gewesen sein soll.
Theoderich ist sehr wahrscheinlich im Paderborner Dom begraben.